# Sankt Johannes Kirke (Esbjerg)
 For alternative betydninger, se Sankt Johannes Kirke. (Se også artikler, som begynder med Sankt Johannes Kirke)
Sankt Johannes Kirke er en metodistkirke, opført i Esbjerg i 1895 for byens "amerikanske biskoppelige menighed", og er således den næstældste kirke i byen. 
Bygningen er en rød murstensbygning med skifertag. 